# Ante Žanetić
Ante Žanetić (Blato, 18 januari 1936 – Wollongong, 18 december 2014) was een Kroatisch voetballer en voetbaltrainer. Žanetić was een middenvelder. Hij stierf op 78-jarige leeftijd in Australië.

## Clubcarrière
Žanetić startte z'n carrière bij NK Zmaj Blato. Zijn eerste stappen op het hoogste niveau zette hij bij NK GOŠK Dubrovnik, waarna hij naar Hajduk Split vertrok. Bij Hajduk Split scoorde de Kroaat 41 goals in 254 wedstrijden. In 1962 trok hij naar Club Brugge en was hiermee de allereerste buitenlandse transfer van blauw-zwart. Door een rugblessure kwam hij er nauwelijks in actie en trok hij naar Racing White. Daar beëndigde hij in 1966 z'n spelerscarrière.

## International
Žanetić speelde 15 keer voor Joegoslavië en speelde op het EK 1960 de finale, die hij verloor. Hij speelde ook één keer voor Kroatië op 12 september 1956 tegen Indonesië.

## Trainerscarrière
Na zijn carrière als speler, was Žanetić nog drie maanden trainer van Croatia uit Sydney.